# Prezydenci Austrii
Prezydenci Austrii — chronologiczna lista Prezydentów Federalnych Austrii, począwszy od 1919 roku. 

## Lista
tymczasowy prezydent
| #                                                    | Imię i Nazwisko                     | Portret | Kadencja         | Kadencja          | Partia polityczna | Partia polityczna |
| #                                                    | Imię i Nazwisko                     | Portret | Od               | Do                | Partia polityczna | Partia polityczna |
| ---------------------------------------------------- | ----------------------------------- | ------- | ---------------- | ----------------- | ----------------- | ----------------- |
| 1                                                    | Karl Seitz (1869–1950)              |         | 5 marca 1919     | 9 grudnia 1920    |                   | SDAPÖ             |
| 2                                                    | Michael Hainisch (1858–1940)        |         | 9 grudnia 1920   | 10 grudnia 1928   |                   | Bezpartyjny       |
| 3                                                    | Wilhelm Miklas (1872–1956)          |         | 10 grudnia 1928  | 13 marca 1938     |                   | CS/VF             |
| —                                                    | Arthur Seyss-Inquart (1892–1946)    |         | 13 marca 1938    | 13 marca 1938     |                   | NSDAP             |
| Austria anektowana do III Rzeszy w latach 1938-1945. |                                     |         |                  |                   |                   |                   |
| 4                                                    | Karl Renner (1870–1950)             |         | 29 kwietnia 1945 | 31 grudnia 1950†  |                   | SDAPÖ             |
| —                                                    | Leopold Figl (1902–1965)            |         | 31 grudnia 1950  | 21 czerwca 1951   |                   | ÖVP               |
| 5                                                    | Theodor Körner (1873–1957)          |         | 21 czerwca 1951  | 4 stycznia 1957†  |                   | SPÖ               |
| —                                                    | Julius Raab (1891–1964)             |         | 4 stycznia 1957  | 22 stycznia 1957  |                   | ÖVP               |
| 6                                                    | Adolf Schärf (1890–1965)            |         | 22 maja 1957     | 28 lutego 1965†   |                   | SPÖ               |
| -                                                    | Josef Klaus (1910–2001)             |         | 28 lutego 1965   | 9 czerwca 1965    |                   | ÖVP               |
| 7                                                    | Franz Jonas (1899–1974)             |         | 9 czerwca 1965   | 24 kwietnia 1974† |                   | SPÖ               |
| —                                                    | Bruno Kreisky (1911–1990)           |         | 24 kwietnia 1974 | 8 lipca 1974      |                   | SPÖ               |
| 8                                                    | Rudolf Kirchschläger (1915–2000)    |         | 8 lipca 1974     | 8 lipca 1986      |                   | Bezpartyjny       |
| 9                                                    | Kurt Waldheim (1918–2007)           |         | 8 lipca 1986     | 8 lipca 1992      |                   | ÖVP               |
| 10                                                   | Thomas Klestil (1932–2004)          |         | 8 lipca 1992     | 6 lipca 2004†     |                   | ÖVP               |
| —                                                    | Andreas Khol (ur. 1941)             |         | 6 lipca 2004     | 8 lipca 2004      |                   | ÖVP               |
| —                                                    | Barbara Prammer (1954-2014)         |         | 6 lipca 2004     | 8 lipca 2004      |                   | SPÖ               |
| —                                                    | Thomas Prinzhorn (ur. 1943)         |         | 6 lipca 2004     | 8 lipca 2004      |                   | FPÖ               |
| 11                                                   | Heinz Fischer (ur. 1938)            |         | 8 lipca 2004     | 8 lipca 2016      |                   | SPÖ               |
| —                                                    | Doris Bures (ur. 1962)              |         | 8 lipca 2016     | 26 stycznia 2017  |                   | SPÖ               |
| —                                                    | Karlheinz Kopf (ur. 1957)           |         | 8 lipca 2016     | 26 stycznia 2017  |                   | ÖVP               |
| —                                                    | Norbert Hofer (ur. 1971)            |         | 8 lipca 2016     | 26 stycznia 2017  |                   | FPÖ               |
| 12                                                   | Alexander Van der Bellen (ur. 1944) |         | 26 stycznia 2017 | nadal             |                   | Zieloni           |